# Kevin Schulz
Kevin Schulz (* 1. Juli 1988 in Kiel) ist ein ehemaliger deutscher Fußballspieler, der sowohl als Abwehr- als auch als Mittelfeldspieler eingesetzt werden kann. 

## Karriere
Schulz wechselte 2007 zu Holstein Kiel. Dort wurde der Mittelfeldspieler bis 2012 sowohl in der ersten als auch in der zweiten Mannschaft eingesetzt. 2012 wechselte er innerhalb der Regionalliga Nord zum VfB Lübeck. Bei diesem spielte er ein halbes Jahr, in dem er 15 Spiele bestritt. Dann wechselte zum VfR Neumünster, bei dem er bis Sommer 2014 unter Vertrag steht. Nachdem sein Vertrag in Neumünster ausgelaufen war, schloss Schulz sich dem Ligakonkurrenten ETSV Weiche Flensburg (seit Juli 2017 SC Weiche Flensburg 08) an, für den er inzwischen über 140 Regionalligaspiele absolviert hat.